# Giaura pura
Giaura pura är en fjärilsart som beskrevs av Bethune-Baker 1906. Giaura pura ingår i släktet Giaura och familjen trågspinnare. Inga underarter finns listade i Catalogue of Life.